# Hr.Ms. Rotterdam (1957)
De Hr.Ms. Rotterdam was een onderzeebootjager van de Frieslandklasse. Het schip werd gebouwd bij de Rotterdamsche Droogdok Maatschappij. Bij indienststelling kwam het onder het commando van kapitein-luitenant ter zee W.P. Jansen. Na de uitdienststelling werd het verkocht aan de Peruviaanse marine.

## Historie
Hr.Ms. Rotterdam was een van de acht Frieslandklasse onderzeebootjagers. Het schip werd gebouwd in Rotterdam bij Rotterdamsche Droogdok Maatschappij. De kiellegging vond plaats op 7 januari 1954 waarna het schip op 26 januari 1956 te water werd gelaten. De indienststelling volgde op 28 februari 1957.
Op 12 november 1980 brak er brand uit op de Hr.Ms. Drenthe toen men cryptopapier probeerde te verbranden in de stookketels van het schip. Het schip was op dat moment op weg naar Curaçao om de Rotterdam af te lossen als stationsschip aldaar. De Rotterdam moest hierna de zwaar beschadigde Drenthe naar de haven slepen. Bij de brand kwamen twee bemanningsleden om het leven.
Op 15 mei 1981 werd het schip uit dienst gesteld en verkocht aan de Peruviaanse marine. Daar werd het schip op 29 juni 1981 in dienst genomen als Diez Canseco. In 1991 werd het schip daar ook uit dienst genomen.